# 陳偉杰
陳偉杰（1978年9月11日—），台灣政治人物，中國國民黨籍。畢業於臺北市立中正高級中學、中國文化大學企業管理學系、國立臺灣師範大學政治學研究所碩士、博士。現任新北市議員（淡水區、八里區、三芝區、石門區）、中國國民黨中央委員會文化傳播委員會副主委、中國國民黨新北市淡水區黨部主委。

## 政治生涯
2017年參與永和區黨內初選後退出。2018年接受中國國民黨徵召參選新北市議員當選並連任至今。

## 爭議事件

### 質疑蔡英文參觀NASA
2018年8月20日陳偉杰於社群媒體上指出，美國友人肯定表示，蔡總統與陳菊參訪的不是官方機構。對於陳偉杰的質疑，有網友貼出美國在台協為AIT的貼文，寫道「蔡英文總統上週末來到休士頓，參訪了美國國家航空暨太空總署的詹森太空中心」。

### 碩士論文爭議
2022年10月6日，民眾黨議員參選人謝志得指控，陳偉杰的碩士論文「政黨體系變遷與地方派系勢力消長關係之研究—宜蘭縣的個案分析（1950-2004）」抄襲他在1996年發表國立政治大學政治學系碩士論文「宜蘭縣派系政治之研究」，約2萬字50至60頁。謝呼籲他承認並道歉。陳偉杰回應，對於相關之指控，為求謹慎與負責，已自行採用「iThenticate」、「Turnitin」與「快刀」等學術界三大論文比對系統進行比對，三項結果得出之相似指數「均未超過碩士班30%的標準比例」。
2023年7月10日，台師大審議結果出爐，認為論文雖有部分內容不當引述或抄襲，未達撤銷學位的程度。另建議陳偉杰公開向關係人（檢舉人）謝志得公開道歉。對此，陳表示尊重校方決定，但未正面向謝志得致歉。

### 服務處違停車輛
有媒體報導，陳偉杰的白色轎車多次違停在服務處前，被質疑影響用路人安全。

## 外部連結
- 陳偉杰的Facebook專頁
- 新北市議會全球資訊中文網-陳偉杰議員介紹 （页面存档备份，存于）
- 107年參選第三屆新北市議員政見新北市議會. . 新北市議會. 2011-12-01  [2020-01-16]. （原始内容存档于2021-01-24）.